# Ilonse
Ilonse település Franciaországban, Alpes-Maritimes megyében. Lakosainak száma 137 fő (2022. január 1.). Ilonse Bairols, Lieuche, Marie, Pierlas, Rimplas, Roubion, Roure, Saint-Sauveur-sur-Tinée, Thiéry, Valdeblore és Villars-sur-Var községekkel határos.

## Népesség
A település népességének változása:
| Lakosok száma | 80   | 55   | 78   | 132  | 180  | 194  | 193  | 162  | 147  | 137  |
|               | 1968 | 1982 | 1990 | 2006 | 2013 | 2015 | 2017 | 2019 | 2020 | 2022 |